# 代王嘉
代王嘉（約前250年—？），嬴姓，赵氏，名嘉，趙幽繆王之兄，後為代王，中國戰國時期赵国的残余政权代国唯一的君主。

## 生平
王子嘉本是赵悼襄王的嫡长子，但悼襄王因宠爱倡后，听信倡后谗言陷害王后母子而将二人废黜，改立倡后所生的王子迁为太子，王子迁后来继位，就是趙幽繆王。
秦王政十九年（趙王遷八年，前228年）李牧死後的第二年，秦將王翦率大軍破趙，殺趙蔥，顏聚逃走，長驅直入，破邯鄲。俘趙幽繆王，流放到河南房陵。王子嘉率其宗族幾百人逃到趙的代地（治今河北省蔚縣西南），大臣共立趙嘉為代王，建立代国。代王嘉聯合燕王喜抵抗秦軍，燕代聯軍由燕太子丹統領，敗於易水，燕王逃往遼東，代王嘉勸燕王殺太子丹向秦國求和，秦軍暫緩攻勢。秦王政二十五年（前222年）王賁攻遼東，擄燕王喜，燕國滅亡，王賁轉攻代国，擄代王嘉，趙徹底滅亡。
秦使赵嘉之子赵公輔主西戎，西戎懷之號曰趙王，世居隴西天水西縣，开天水趙氏一脈。

## 影视形象

### 電視劇
| 年份 | 劇名       | 演員 | 剧中称谓 |
| ---- | ---------- | ---- | -------- |
| 2020 | 《大秦赋》 | 张琛 | 代王嘉   |